# Mottafollone
Mottafollone község (comune) Olaszország Calabria régiójában, Cosenza megyében.

## Fekvése
A megye északnyugati részén fekszik. Határai: Buonvicino, Grisolia, Malvito, San Sosti és Sant’Agata di Esaro.

## Története
A települést a 11. században alapították.

## Népessége
A népesség számának alakulása:

## Főbb látnivalói
- Castello medievale (középkori vár)
- Sant’Antonio Abate-apátság
- Santa Maria della Motta-templom
- Santa Maria Assunta di Capo d’Acqua-templom
- San Giovanni Battista-templom
- Madonna del Carmine-kápolna